# Berkheya cuneata
Berkheya cuneata là một loài thực vật có hoa trong họ Cúc. Loài này được (Thunb.) Willd. mô tả khoa học đầu tiên năm 1803.